# Альфтан, Георгий Антонович
Барон Гео́ргий (Георг) Анто́нович фон Альфта́н (швед. Georg von Alfthan; 26 октября 1828, Выборг — 4 февраля 1896, Гельсингфорс, Великое княжество Финляндское) — российский и финляндский военный и государственный деятель, генерал-лейтенант, Нюландский губернатор, член Финляндского сената.

## Биография
Родился 26 октября 1828 года. Образование получил в Финляндском кадетском корпусе, откуда 12 августа 1846 года был выпущен прапорщиком в лейб-гвардии Павловский полк.
Произведённый 11 апреля 1848 года в подпоручики он в том же году поступил в Императорскую военную академию, курс которой окончил в 1850 году, с награждением большой серебряной медалью.
Переведенный 9 марта 1852 года поручиком в Гвардейский Генеральный штаб, Альфтан 6 декабря 1853 года был произведён в штабс-капитаны, с 15 февраля 1854 года состоял в распоряжении командующего войсками в Финляндии и находился на этой должности во всё время военных действий союзного англо-французского флота против берегов Финляндии, с 20 марта 1855 года был старшим адъютантом командующего по части Генерального штаба и 17 сентября того же года получил чин капитана. С 1 января по 29 мая 1857 года Альфтан являлся дивизионным квартирмейстером 1-й гвардейской пехотной дивизии, 30 августа 1859 года произведён в полковники и с 15 марта 1860 года был начальником штаба 3-й гвардейской пехотной дивизии.
12 мая 1862 года Альфтан был назначен Улеаборгским губернатором, 19 июля 1863 года произведён в генерал-майоры (со старшинством от 27 марта 1866 года), а затем, 26 июня 1873 года назначен Нюландским губернатором. На этой должности он оставался 15 лет и 19 февраля 1879 года был произведён в генерал-лейтенанты.
Будучи Нюландским губернатором, по ходатайству Императорского Финляндского сената, Альфтан в 1886 году был возведён в баронское достоинство Великого княжества Финляндского.
19 сентября 1888 года состоялось назначение барона Альфтана сенатором и начальником милиционной экспедиции, а 20 декабря 1890 года он был перемещён на должность начальника экспедиции земледелия и путей сообщения Императорского Финляндского сената, которую занимал до своей кончины, последовавшей в Гельсингфорсе 23 января 1896 года.

## Литературная деятельность
В числе ученых и литературных трудов Альфтана можно отметить напечатанные в 1859 году «Материалы для статистики Финляндии» и изданную в 1860 году «Генеральную карту Финляндии» (в масштабе 30 вёрст в дюйме). Уже после его смерти был издан «Сборник статей и заметок по уголовному праву и судопроизводству» (СПб., 1898).

## Награды
Среди прочих наград Альфтан имел ордена:
- Орден Святой Анны 3-й степени (1857 год)
- Орден Святого Владимира 4-й степени (1858 год)
- Орден Святого Станислава 2-й степени с императорской короной (1860 год)
- Орден Святого Владимира 3-й степени (1868 год)
- Орден Святого Станислава 1-й степени (1871 год)
- Орден Святой Анны 1-й степени (1874 год)
- Орден Святого Владимира 2-й степени (1883 год)
- Орден Белого орла (1885 год)
- Кавалерский знак шведского ордена Меча (1853 год)